# Andreas Sigismund Marggraf
Andreas Sigismund Marggraf (Berlino, 3 marzo 1709 – Berlino, 7 agosto 1782) è stato un chimico tedesco.
Fu l'ultimo significativo chimico dell'era dei "flogistici" e scoprì che la bieta contiene saccarosio.

## La vita
Il padre Henning Christian era il farmacista di corte ed insegnò al giovane Andreas la farmacologia e la chimica. Più tardi Andreas fu, come studente presso la Scuola di Chimica, allievo del professor Caspar Neumann, direttore del dipartimento di chimica sperimentale (farmacia) al Collegio medico-chirurgico di Berlino. Neumann introdusse Marggraf alla teoria flogistica, che doveva caratterizzare la sua vita. Per approfondire le sue conoscenze Marggraf studiò chimica e fisica a Strasburgo, medicina ad Halle e metallurgia a Freiberg (Sassonia). Prima di tornare a Berlino nel 1735, visitò a scopo di approfondimento alcuni impianti metallurgici e vari tipi di miniere.
Di nuovo a Berlino, Marggraf lavorò nella farmacia del padre “All'orso d'oro” fino al 1738, anno in cui divenne membro stipendiato dell'Accademia delle Scienze di Berlino. Dal 1754 poté concentrarsi totalmente sulle sue ricerche chimiche, poiché furono messi a sua disposizione da parte dell'Accademia un laboratorio ed un appartamento di servizio. Grazie alla sua scoperta della presenza di zucchero nella bieta (1747) divenne, alla morte del fino ad allora direttore Eller avvenuta nel 1760, a sua volta direttore del dipartimento matematico-fisico della Reale Accademia delle Scienze, incarico che mantenne fino alla sua morte. Nel suo laboratorio e nel suo appartamento subentrò il suo seguace Franz Karl Achard.
Maargraf si tenne lontano dalle polemiche sulla teoria chimica di allora e si dedicò alle sue ricerche di laboratorio, comportamento che unitamente ai suoi successi nella ricerca gli fruttò numerosi riconoscimenti.

## Contributi scientifici
- Miglioramento del metodo di estrazione del fosforo mediante distillazione dall'urina vaporizzata, con clorato di piombo, sabbia e carbone (1743)
- Produzione del cianuro di potassio e descrizione delle sue proprietà nel trattamento dei Sali metallici (1745)
- Estrazione dello zinco attraverso la riduzione delle “cadmie” con polvere di carbone (1746)
- Scoperta della presenza dello zucchero in piante locali, particolarmente nelle barbabietole(1747)
- Introduzione del microscopio quale strumento della ricerca chimica, che egli utilizzò per individuare i cristalli di zucchero (dal 1747)
- Ottenimento dell'acido formico (1749)
- Distinzione dell'acido formico dall'acido acetico attraverso la riduzione dell'ossido di mercurio con acido formico
- Distinzione fra sodio e potassio tramite il colore della fiamma (1758)